# Politisches System Marokkos
Das politische System Marokkos ist eine konstitutionelle Monarchie.
Im historisch-lokalen Kontext ist dieses politische System als das vorläufige Ergebnis der fortgesetzten Bemühungen der Dynastie der Alawiden zu sehen, die inneren und äußeren Widerstände gegen eine Einigung der Stämme des Landes aufzulösen, welche insbesondere während der Kolonialzeit, also vor der Unabhängigkeit des Landes, die Lage in der Region dominierten. Dazu zählt die zunehmende Anwendung von modernen Formen der politischen, sozialen und ökonomischen Verwaltung, aber eben unter der traditionellen, scherifisch legitimierten Herrschaft ihrer Dynastie.
Diese durch eine Verfassung beschränkte Monarchie ist die Antwort auf verschiedene militante sowie politische Versuche, Marokko in eine republikanische Staatsform zu wandeln, welche bislang aber scheiterten. Ebenso wenig konnten neofundamentalistisch-islamistische Strömungen in Marokko bislang an politischem Einfluss gewinnen.
Viele Elemente der Verfassung, des Parlamentarismus, der Judikative und der Landesverwaltung sind dem politischen System Frankreichs entlehnt.

## Die Verfassung
Siehe auch: Verfassungen von Marokko
Sechs Jahre nach der Unabhängigkeit übergab König Hassan II. im Jahre 1962 dem Volk die erste Verfassung des Landes zur Abstimmung – sie wurde mit über 80 % der Stimmen angenommen. Die derzeit gültige Verfassung des Landes aus dem Jahre 2011 stellt die letzte Revision einer Verfassung aus dem Jahre 1972 dar, welche seither mehrfach geändert und dabei um demokratische Elemente erweitert wurde.

## König und Regierung
Im Rahmen der marokkanischen Verfassung nimmt der König im politischen und auch im wirtschaftlichen Gefüge des Landes eine singuläre und dominierende Stellung ein. Er ist der Garant des Bestands und der Fortdauer des Staats und letzte Schiedsstelle zwischen seinen Institutionen. Er wacht über die Verfassung und über die Funktion der Verfassungsorgane, er garantiert den Schutz der demokratischen Wahlen und der Freiheitsrechte der Bürger und der Gesellschaft sowie der internationalen Verpflichtungen des Königreichs.
Derzeitiger König und Staatsoberhaupt des Landes ist seit dem Tod seines Vaters Hassan II. im Juli 1999 Mohammed VI. Ihm obliegt es, einen Ministerpräsidenten zu ernennen, welcher dem Wahlsieger der Parlamentswahlen entspricht, und er kann diesen entlassen. Er ernennt sämtliche vom (designierten) Ministerpräsidenten vorgeschlagenen Minister und entlässt diese auch nach eigenem Ermessen – nach Beratung mit dem Ministerpräsidenten oder auch auf dessen Verlangen hin. Die Regierungsgeschäfte trägt in jedem Falle der Ministerpräsident bis zur Bildung einer neuen Regierung weiter.
Der König hat den Vorsitz im Ministerrat, welcher von ihm und dem Ministerpräsidenten einberufen werden kann, oder er delegiert den Vorsitz im Einzelfall an den Ministerpräsidenten.
Der König kann per Dekret, marokk. Dahir, in die Arbeit der Regierung eingreifen, das Parlament auflösen, Neuwahlen anordnen, oder im Falle einer ernsten Bedrohung der verfassungsmäßigen Institutionen den Ausnahmezustand verhängen. Neben dem Oberbefehl über das marokkanische Militär und dem Vorsitz des Hohen Rates der Justiz steht dem König ebenfalls die Rolle des Führers der Staatsreligion des Islam zu, also des geistlichen Oberhauptes (Amir al-Mu’minin) der muslimischen Bevölkerung zu.
Seit der marokkanischen Unabhängigkeit im Jahre 1956 werden offiziell 30 Regierungen gezählt. Zwei Regierungs-Umbildungen von Ministerpräsident Abdelilah Benkirane, sowie die Regierung nach der Wahl im Oktober 2016 sind hierbei noch nicht mitgezählt.

## Das Parlament
Das Parlament Marokkos besteht seit einer Verfassungsreform vom 13. September 1996 aus zwei Kammern: Der Repräsentantenversammlung (Unterhaus) und der Ratsversammlung (Oberhaus).
Die 395 Abgeordneten des Repräsentantenhauses werden alle fünf Jahre in direkter Wahl von der wahlberechtigten Bevölkerung gewählt, davon 305 über Parteilisten in 92 Wahlbezirken. Die übrigen 90 Sitze werden über eine sogenannte „nationale Liste“ gewählt, welche für Frauen (60 Sitze) und für Abgeordnete, die jünger als 40 Jahre sind (30 Sitze) reserviert ist. Wahlberechtigt sind alle Bürger Marokkos mit der Vollendung des einundzwanzigsten Lebensjahres, Voraussetzung zur aktiven Wahlteilnahme ist die Registrierung im Wählerverzeichnis.
Die 90 bis 120 Mitglieder der Ratsversammlung repräsentieren anteilig die Regionen, Provinzen und Kommunen des Landes (72 Sitze), sowie die Gewerbekammern, Innungen, Unternehmer- und Angestelltenverbände (48 Sitze). Sie werden alle 6 Jahre „indirekt“ gewählt, d. h. sie werden von den jeweiligen ebenfalls demokratischen Regeln unterliegenden Institutionen und Versammlungen vorgeschlagen und zuletzt vom König bestätigt.
Die konstituierenden Sitzungen der Parlamentskammern werden vom König geleitet.
Die Befugnisse des Parlamentes wurden durch Reformen in den neunziger Jahren und zuletzt im Jahre 2011 ausgeweitet. Das Parlament bestätigt Gesetze, befasst sich mit dem Staatshaushalt, darf Minister befragen und kann Untersuchungskommissionen zur Überprüfung von Regierungshandlungen ins Leben rufen. Die Repräsentantenversammlung besitzt zudem das Recht, die Regierung durch ein Misstrauensvotum zu stürzen.

### Politische Parteien
Das marokkanische Parteiensystem ist gekennzeichnet durch eine große Anzahl von Parteien, neben einer mindestens ebenso unüberschaubaren Anzahl an parteilosen Mandatsträgern, welche an den Parlamentswahlen teilnehmen können. Derzeit (Stand 2017) gibt es mehr als 30 Parteien, von denen zwölf bei den Wahlen 2016 ins Parlament einzogen. Nur selten erreicht eine Liste bzw. Partei mehr als 15 % der Wählerstimmen, weshalb Koalitionsregierungen in Marokko die Regel sind.
Die Partei mit den meisten Sitzen in der Repräsentantenversammlung des Parlaments stellt den Ministerpräsidenten – traditionell ist dies der Parteichef –, welcher vom König mit der Regierungsbildung beauftragt wird.
Dies war bei der letzten Wahl im Jahre 2016 die Partei für Gerechtigkeit und Entwicklung (PJD) mit knapp 28 % der Stimmen oder 125 erlangten Sitzen.
Siehe auch: Parteien in Marokko

## Die Judikative
Die Justiz ist laut Verfassung eine vom König zu garantierende unabhängige Gewalt. Der oberste Gerichtshof entscheidet in Rechtsstreitigkeiten von Verfassungsrang. Seine Richter werden vom König, auf Empfehlung des Hohen Rates der Justiz, welchem der König vorsitzt, auf Lebenszeit ernannt.
Wie in den meisten anderen Ländern auch gibt es Zivil- und Strafgerichte, deren Entscheidungen in Berufungs- und Revisionsinstanzen überprüft werden können.
Die familienrechtlichen Angelegenheiten marokkanischer Bürger jüdischen Glaubens werden vor eigenen Familiengerichten verhandelt, die von den jüdischen Gemeinden ernannt werden.